# Ea Kar (xã)
Ea Kar là xã của tỉnh Đắk Lắk, Việt Nam.

## Địa lý
Thị trấn Ea Kar có vị trí địa lý:
- Phía đông giáp xã Ea Đar
- Phía tây giáp xã Cư Huê
- Phía nam giáp xã Ea Kmút
- Phía bắc giáp xã Xuân Phú và xã Ea Sar.

Thị trấn Ea Kar có diện tích 24,44 km², dân số năm 2021 là 15.464 người, mật độ dân số đạt 633 người/km² với 11 dân tộc, riêng đồng bào dân tộc Ê-đê chiếm 1,3% dân số.

## Hành chính
Thị trấn Ea Kar được chia thành 16 thôn, buôn, tổ dân phố.

## Lịch sử
Thị trấn Ea Kar trước đây vốn là xã Ea Kar của huyện Krông Pắc.
Ngày 13 tháng 9 năm 1986, Hội đồng Bộ trưởng ban hành Quyết định số 108-HĐBT chuyển xã Ea Kar thuộc huyện Krông Pắc về huyện Ea Kar mới thành lập quản lý. 
Ngày 26 tháng 1 năm 1989, Hội đồng Bộ trưởng ra Quyết định số 09-HĐBT thành thị trấn Ea Kar trên cơ sở 1.850 ha diện tích đất tự nhiên, với 3.028 nhân khẩu, 8 thôn, buôn, khối trên cơ sở của xã Ea Kar.
Ngày 4 tháng 12 năm 2008, Bộ Xây dựng ban hành Quyết định số 1411/QĐ-UBND công nhận thị trấn Ea Kar là đô thị loại IV.